# Alfred Engelsen
Alfred Bertran Engelsen (Bergen, 16 de gener de 1893 – Tvedestrand, 13 de setembre de 1966) va ser un gimnasta artístic i saltador noruec que va competir a començaments del segle xx.
El 1912 va prendre part en els Jocs Olímpics d'Estocolm, on va guanyar la medalla d'or en el concurs per equips, sistema lliure del programa de gimnàstica. En aquests mateixos Jocs disputà la prova del salt de palanca alta del programa de salts, però quedà eliminat en la primera ronda.